# 腓力一世 (紹姆堡-利珀)
腓力一世（Philipp I. zu Schaumburg-Lippe，1601年7月18日—1681年4月10日）是利珀伯爵西蒙六世之子，1640年紹姆堡伯爵奧托五世去世，腓力一世作為其舅父成為紹姆堡-利珀第一任伯爵。他的妻子是黑森-卡塞爾的索菲，他們有腓特烈·克里斯蒂安（1681年繼位）、腓力·恩斯特（伯爵腓力二世祖父）與其他幾個女兒。

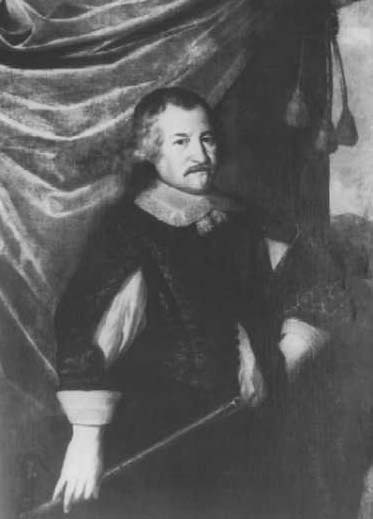
腓力一世